# Torneo Conde de Godó 2011
El Torneo Conde de Godó 2011 fue la 59° del Torneo Conde de Godó. Se celebró desde el 16 al 24 de abril de 2011.

## Campeones

### Individual
Rafael Nadal vence a  David Ferrer por 6-2 y 6-4.

### Dobles
Santiago González /  Scott Lipsky vencen a  Bob Bryan /  Mike Bryan por 5-7, 6-2 y [12-10].